# Luz V
Luz V es el quinto disco de la cantante española Luz Casal, puesto a la venta en 1989.

## Temas
1. Loca - 3:55
2. Te dejé marchar - 5:30
3. No es normal - 3:57
4. Amigo mío - 4:20
5. He visto un ángel - 4:23
6. El tren - 4:01
7. Es como es - 4:20
8. No me importa nada - 4:16
9. Una señal - 4:11
10. ¿Dónde está el cielo? - 5:20
11. Miedo de mi propia sombra - 3:46
12. Un recuerdo - 3:55
13. No + infierno - 3:54
14. Dame + - 4:35

## Sencillos
- "Te dejé marchar"
- "Loca"
- "No me importa nada"
- "El tren"
- "He visto a un ángel"

## Créditos
- Fotografía de Pepe Botella
- Arreglo de cuerdas y de metales a cargo de Eduardo Leyva

## Información
- Número de matriz del anillo interior del CD 792392 2 @ 2 010215 NL iƒpi 1550

- Datos: Q5985020